# Малая Боевка
Малая Боевка — село, административный центр Малобоевского сельсовета Елецкого района Липецкой области.

## География
Через село проходят автомобильная дорога и просёлочные дороги. Южнее проходит железнодорожная линия.
На территории Малой Боевки находится большой пруд.

### Улицы
| - ул. Запрудная - ул. Мира - ул. Молодёжная - ул. Новая | - ул. Рабочая - ул. Солнечная - ул. Тихая |

## Население
| 2010 |
| ---- |
| 669  |

В 2015 году население села составляло 598 человек.